# Defibrillazione

Schema semplificato del circuito di un defibrillatore

La defibrillazione è una tecnica di tipo medico che ha la finalità di ripristinare, attraverso la somministrazione di scariche elettriche, un ritmo cardiaco emodinamicamente stabile in pazienti in arresto cardiocircolatorio con tachicardia ventricolare senza polso o fibrillazione ventricolare.
Durante la scarica elettrica il sistema di conduzione del cuore viene ripolarizzato in toto, così che si produce all'ECG una fase di plateau refrattaria. La depolarizzazione avverrà quindi a livello del pacemaker fisiologico, il nodo senoatriale, che restaurerà il ritmo naturale.
Alcuni fattori possono ridurre la probabilità di successo del trattamento come: elevata impedenza toracica, acidosi, ipotermia, ipossia, ecc.
La dose d'energia necessaria è legata a dei protocolli internazionali. Di solito più è alta l'energia (il massimo è di 360 joule) più è efficace la scarica di defibrillazione, anche se ciò che rende efficace una defibrillazione non è tanto la quantità di energia scaricata sul paziente ma la corrente di attraversamento medio del miocardio. Le due grandezze sono intimamente legate attraverso l'impedenza elettrica del paziente (e delle piastre da defibrillazione): grossomodo si può affermare che a parità di energia, all'aumentare dell'impedenza del paziente diminuisce la corrente di attraversamento medio del miocardio. Pertanto l'efficacia della defibrillazione è legata al tipo di forma d'onda di scarica che può essere più o meno efficiente a seconda che sappia o meno compensare in modo attivo l'impedenza del paziente.
Nei bimbi al di sotto degli 8 anni o 35 kg di peso si usano delle piastre a limitazione energetica, affinché la scarica stessa non lesioni il cuore.

## Storia
Nel 1947 il chirurgo statunitense Claude S.Beck realizzò il prototipo sperimentale di defibrillatore, presso i laboratori dell'Università di Cleveland e riuscì a salvare la vita a un ragazzo colpito da una fibrillazione ventricolare. La sua apparecchiatura era pesante, ingombrante e poco mobile, funzionava in corrente alternata e necessitava l'utilizzo di un trasformatore per aumentare la tensione fino a 1 000 volt. I medici applicarono gli elettrodi direttamente sui ventricoli. Da quel momento il dispositivo venne diffuso in tutte le sale operatorie di tutto il mondo.
Nel 1956 Paul M.Zoll della Harvard Medical School, evidenziò che la defibrillazione potesse riuscire anche con il torace chiuso. Quattro anni dopo, sempre negli Stati Uniti, vennero introdotti i primi dispositivi funzionanti con la corrente continua, che sembrarono immediatamente persino più efficaci, in quanto causavano meno complicazioni (blocchi e ritmi). Nel 1966, in Irlanda del Nord, due intraprendenti medici cardiologi idearono la prima unità mobile di terapia intensiva, utilizzante un dispositivo alimentato da due batterie da 12 volt.
Fino agli anni settanta l'apparecchiatura era manuale, ossia l'operatore doveva interpretare lo stato del paziente, tramite un oscilloscopio e impostare lo shock. Nel decennio successivo, furono inventati i defibrillatori intelligenti, muniti di un programma capace di operare in automatico e di istruire l'operatore, grazie a un sistema di sintesi vocale. Questa innovazione ha consentito un utilizzo su larga scala (oltre 250 000 solo negli Stati Uniti nel 1998) di queste apparecchiature.
Negli anni ottanta furono introdotti i primi esemplari di defibrillatori impiantabili all'interno del corpo umano, del peso di 300 grammi e grandi come una radiolina portatile, inseriti in una tasca della pelle addominale. In caso di fibrillazione l'apparecchio era in grado di effettuare una scarica di 34 joule. L'evoluzione tecnologica permanente ha consentito una continua miglioria di questi dispositivi.

## Primo soccorso

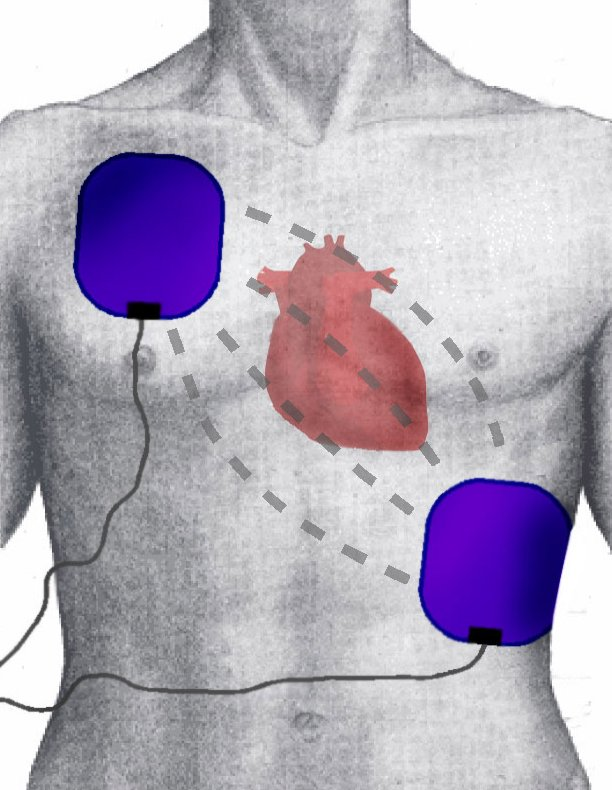
Posizionamento degli elettrodi del defibrillatore rispetto al cuore

Esistono defibrillatori semiautomatici che permettono a personale non medico di praticare una defibrillazione precoce.
Lo scopo fondamentale del BLS (Basic Life Support) è quello di mantenere con il massaggio e con la ventilazione bocca-bocca o bocca-naso o tramite pallone dotato di mascherina, un afflusso costante e sufficiente di sangue ossigenato al cervello. Dopo 4 minuti di assenza di ossigeno al cervello si va incontro a danni cerebrali in molti casi reversibili; dai 6 minuti in poi i danni diventano irreversibili e possono provocare deficit motori, lessici, o influire pesantemente sullo stato della coscienza stessa della persona: le vittime in stato vegetativo ne sono un esempio. Venga tenuto presente che le possibilità di salvare una persona in arresto cardio-respiratorio, con il conseguente danneggiamento dell'organo più importante, ossia il cervello, calano del 10% ogni minuto perso.
Una defibrillazione non va mai effettuata se il paziente si trova in una situazione dove vi è acqua in abbondanza, per esempio se si trova sopra una pozza, o se la vittima risulta bagnata. Un corpo bagnato provoca una dispersione della scarica in zone dove non serve, attenuando di molto l'effetto sul cuore: in questi casi si deve trasportare la vittima (sempre se il suo spostamento non generi un pericolo) in un luogo asciutto, spogliando l'infortunato e tentando di asciugare il torace quanto meglio possibile.

## Normativa italiana
La legge n. 116/2021 "Disposizioni in materia di utilizzo dei defibrillatori semiautomatici e automatici", pubblicata sulla Gazzetta Ufficiale del 13/8/2021, modificando l'art. 1 della legge n. 120/2001, consente l'utilizzo del defibrillatore (DAE) sia automatico sia semiautomatico anche a chi non abbia seguito un corso di formazione specifica (che resta comunque consigliato).